# جيراردو خيمينيز رييس
جيراردو خيمينيز رييس (بالإسبانية: Gerardo Jiménez Reyes) (23 يونيو 1988 في إسبانيا - ) هو لاعب كرة قدم إسباني في مركز الهجوم. لعب مع نادي إنفيغادو.

## وصلات خارجية
- جيراردو خيمينيز رييس على موقع قاعدة بيانات كرة القدم.إي يو (الإنجليزية)
- جيراردو خيمينيز رييس على موقع Soccerway.com (الإنجليزية)